# Roland D-50

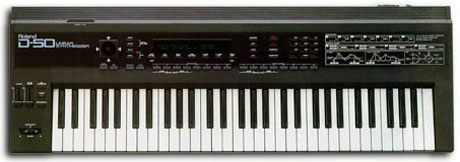
Roland D-50

Il Roland D-50 è un sintetizzatore polifonico a 16 voci prodotto dalla Roland. È stato messo in commercio nel 1987 per competere con la Yamaha DX7.

## Caratteristiche
Tra le sue caratteristiche si notano la presenza di effetti on-board, di un joystick per la manipolazione del suono e l'immissione dei parametri e di una tastiera dotata di aftertouch e sensibile alla dinamica. Il programmatore esterno Roland PG-1000 poteva essere collegato al D-50 per usufruire di un editing semplificato del suono, in quanto per ogni parametro mette a disposizione uno slider che ne imposta il valore, senza la necessità di navigare nella struttura dei menù dello strumento che può risultare abbastanza ostica e di difficile comprensione. Oggi ciò può anche essere evitato e si può usufruire di un editing dello strumento molto più veloce grazie ai molti editor SysEx gratuiti presenti in rete, con i quali possono essere modificati tutti i parametri per mezzo di una comoda e intuitiva interfaccia grafica. Con essi si possono anche caricare o depositare sul computer tutti i pacchetti di suoni costruiti dal musicista oppure scaricati dalla rete.
Il D-50 può essere espanso tramite l'aggiunta di una scheda di espansione interna (la Musitronics M-EX) per renderlo multitimbrico. È stato prodotto anche in una versione su montaggio rack, il D-550, del tutto identica alla versione con tastiera per componentistica interna (condivide la stessa scheda madre), se non fosse per la mancanza, appunto, della tastiera, degli slider e del joystick per la manipolazione dei parametri.
Il D-50 è diventato negli anni uno dei synth più diffusi per la (relativa) facilità di utilizzo rispetto ad altre macchine concorrenti come lo Yamaha DX7. Questo lo rese uno strumento concorrente, spesso usato accoppiato alla macchina Yamaha.

## Storia
Il D-50 è stato il primo sintetizzatore in grado di combinare campionamenti PCM con un'implementazione della sintesi sottrattiva classica tipica delle macchine analogiche, ed a rendere i due intrecciabili fra di loro. Gli ingegneri Roland campionarono l'attacco dei suoni degli strumenti reali (pizzicati di archi, attacchi di suoni di strumenti a fiato, campanelli, suoni percussivi, ecc.), arrivando ad un totale di 100 campionamenti presenti in ROM.
Il funzionamento del D-50 può essere riassunto così: per la generazione dell'attacco del suono vengono usati i campionamenti presenti in ROM, mentre il corpo viene generato in maniera analogica dalla sezione di sintesi sottrattiva. Per alcune patch è tuttavia possibile usare solamente i campioni PCM messi in loop per produrre un suono continuo (ciò accade per esempio con i suoni di organo).
L'utilizzo di questo metodo si è reso necessario in quanto nel 1987 le memorie ROM erano alquanto costose, ed il memorizzare campioni interi di strumenti acustici avrebbe richiesto ingenti (per allora) quantità di memoria, aumentando di molto il costo dello strumento. Sfruttando un principio di psicoacustica secondo il quale è l'attacco del suono più che il corpo a permettere il riconoscimento del tipo di strumento, Roland è riuscita a costruire una macchina innovativa, molto più realistica sui suoni acustici rispetto ai sintetizzatori allora presenti, e dal costo tutto sommato contenuto per via della minor quantità di memoria richiesta per lo stoccaggio dei soli transienti d'attacco dei suoni.
Alcuni dei campionamenti presenti all'interno della macchina avevano una timbrica molto ariosa, caratteristica che quindi veniva conferita alle patch che ne facevano uso maggiore. Ciò si riscontra in particolare nell'uso di campionamenti di cori, strumenti a fiato, chitarre o di suoni dal carattere molto arioso ed etereo (DigitalNativeDance è un esempio di preset che utilizza questi ultimi tipi di suoni).
Alcuni preset dello strumento erano così caratteristici e sono stati utilizzati in così tante canzoni che sono stati inclusi come preset anche in molte workstation e sintetizzatori moderni (basti pensare a preset come Fantasia, Soundtrack, Living Calliope, Pizzagogo, riprodotti in modo più o meno approssimato).
Alcune tarde serie dello strumento, molto apprezzate per la qualità della tastiera, sono state prodotte in Italia.

## Tecnologia e funzionamento

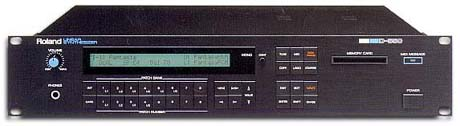
Roland D-550

Il D-50 è un sintetizzatore a generazione ibrida digitale/analogica. La sintesi avviene mediante oscillatori controllati da un circuito integrato DSP proprietario di Roland.
L'architettura di sintesi è divisa in due "TONE", Upper (superiore) e Lower (inferiore). Ogni TONE è composto da due "parziali" (oscillatori), i quali possono generare il suono mediante sintesi sottrattiva o con l'uso dei campioni, per un totale di 4 oscillatori a patch. Ogni parziale è dotato della sua catena filtro -> amplificatore, entrambi con i propri generatori d'inviluppo. Da notare però che il filtro è disponibile solo per i parziali utilizzanti la sintesi sottrattiva, mentre per quelli basati su campioni PCM il filtro non è disponibile. Per i parziali a sintesi sottrattiva è data la presenza di un modulatore di fase, capace di donare agli oscillatori una timbrica che si avvicina molto a quella della rivale Yamaha DX7, e le forme d'onda a disposizione sono la dente di sega e la quadra con duty cycle variabile, derivate dai sintetizzatori analogici classici.
L'UPPER TONE ed il LOWER TONE possono essere suonati singolarmente (WHOLE), separatamente (SPLIT) o contemporaneamente (DUAL) sulla tastiera. Può anche essere impostata la monofonia (SOLO). Se suonati contemporaneamente la polifonia della macchina viene ridotta ad 8 voci
Il D-50 è oltretutto molto simile ad una versione di un precedente famoso sintetizzatore della Roland, il Super JX (o JX-10) nell'utilizzo di alcune funzionalità e nella struttura, che anche nel JX-10 è composta da quattro oscillatori suddivise in due TONE sovrapponibili o suonabili singolarmente.
Roland in seguito ha messo in commercio una serie di sintetizzatori dal prezzo più basso per coloro che non potevano permettersi il più complesso D-50 e volevano ottenere suoni simili: il D-20 (dotato di lettore floppy-disk e di sequencer, il D-10 (versione base), il D-5 (privo anche degli effetti) ed il MT-32 (versione senza tastiera, ma a formato rack).
La produzione del Roland D-50 terminò agli inizi degli anni novanta, ma rientrò nuovamente in commercio nel 2004 sotto forma di card d'espansione AC1 (Analog Circuit Expansion) per i sintetizzatori Roland V-Synth ed il rack VariOS, e successivamente come rivisitazione moderna con il Roland D-05, della serie Roland Boutique.

## Musicisti che utilizzano il D-50
Probabilmente il ruolo in cui è più noto l'utilizzo del D-50 è nell'album Revolutions di Jean-Michel Jarre, che è stato eseguito quasi interamente con un D-50, utilizzando i preset originali con cui la macchina arrivava di fabbrica.
Il D-50 è stato usato molto anche nell'album Bad di Michael Jackson, stavolta facendo più uso di suoni personalizzati poiché l'album è stato pubblicato qualche mese dopo l'uscita sul mercato del D-50.
Anche Enya ha fatto largo uso della macchina, il brano Orinoco Flow ne è un esempio evidente. Il suono di pizzicato d'archi che accompagna tutto il brano è il preset 44-Pizzagogo del D-50.
Altri artisti che hanno fatto uso dello strumento sono:
- 808 State
- Apollo 404
- Art of Noise
- Deca
- Don Henley
- Duran Duran
- Earth Wind & Fire
- Eat Static
- Electro Reverse
- Enya
- Eric Clapton
- Fluke
- Gary Numan
- George Duke
- Genrosso
- Jean Michel Jarre
- Joe Vannelli per Gino Vannelli
- Kitaro
- Mike Lindup dei Level 42
- Midge Ure
- New Trolls
- Ozric Tentacles
- Paul McCartney
- Phil Collins
- Queen (nell'album The Miracle)
- Richard Barbieri (dei Japan)
- Rick Wakeman
- Fabio Badalamenti
- Sting
- Vangelis
- Victor Bach
- Vince Clarke
- Sergio Conforti
- Sergio Cossu (Matia Bazar)
- Twenty Four Hours
- Maurizio Feregalli (With)